# がくっぽいど
がくっぽいどとは株式会社インターネットが発売している音楽製作用のボーカル音源である。最初の製品は2008年7月31日発売。歌手・GACKTの声を録音し作成された歌声ライブラリを収録しており、メロディと歌詞を入力することでパソコン上でGACKTの声をもとにした歌声を合成することが出来る。また、2009年4月9日には「がくっぽいど」を携帯電話から利用できるサイト「ケータイがくっぽいど」も開設されていた。
ラテン文字表記は"GACKPOID"。「がくっぽいど」という商品名はGACKTの発案による。
なお、本稿では同ソフトのイメージキャラクター「神威がくぽ」についても記述する。

## 製品
ヤマハの開発した歌声合成技術VOCALOIDに対応したボーカル音源で、対応エンジンのバージョン、声質の違いにより、2012年7月までに計4種類の音源が発売されている。
「がくっぽいど」の最初の製品は、2008年7月31日に「VOCALOID2」エンジン対応音源として発売された。VOCALOID2を使用した製品では初めての男性の声を元にした音源である。同種のソフトウェアの中では比較的扱いやすいとされる。パッケージには初心者に配慮した詳細なマニュアルや、GACKTの曲である「君に逢いたくて」、「RETURNER 〜闇の終焉〜」を使用したサンプル曲データなども同梱されている。推奨テンポは60～150BPM、推奨音域はA1～C4。
2012年7月13日には、「VOCALOID3 がくっぽいど」シリーズとして、「がくっぽいど NATIVE」、「がくっぽいど POWER」、「がくっぽいど WHISPER」の3種類の「VOCALOID3」エンジン対応音源が発売された。VOCALOID3対応では初めての日本語男声の製品である。それぞれ個別のパッケージに加え、3種類すべてを同梱した「がくっぽいど COMPLETE
」も発売され、それぞれに「VOCALOID3 Editor」を同梱したスターターパック版も発売されている。「がくっぽいど NATIVE」はVOCALOID2版の声を再現したライブラリ、「がくっぽいど POWER」と「がくっぽいど WHISPER」は新たに録音した声を元に制作されたもので、それぞれ「パワフルな声」と「ささやくようなやさしい声」をベースにしているという。推奨テンポは60～150BPM、推奨音域はNATIVE、POWERがA1～C4、WHISPERがA1～G3。
2014年4月30日には、上記の3種類のライブラリをVOCALOID4に対応させた、「VOCALOID4 がくっぽいど」シリーズが発売した。VOCALOID4対応製品としては初めての男声の製品である。それぞれ個別のパッケージに加え、3種類すべてを同梱した「がくっぽいど COMPLETE」も発売され、それぞれに「VOCALOID4 Editor」を同梱したスターターパック版も発売されている。
発売元のインターネット社は「がくっぽいど」の開発の経緯について、同じVOCALOIDを採用したクリプトン・フューチャー・メディア製のソフト「初音ミク」のヒットがきっかけとしている。しかしソフトウェア製品としては異なる方向性を目指しており、「初音ミク」をはじめとする「キャラクター・ボーカル・シリーズ」が声優の演じる架空のキャラクターに歌わせるソフトという形をとっているのに対し「がくっぽいど」は「アーティストボーカル」と銘打ち、実在のアーティストの声をリアルに再現することを目指したソフトであり、実際に製品の声質も人間の肉声に近い声との評価もされている。もっとも、動画投稿サイトニコニコ動画を舞台に一大ムーブメントを築いた「初音ミク」のように、「がくっぽいど」に歌わせた楽曲をニコニコ動画へ投稿するといった利用も期待されており、「がくっぽいど」にもキャラクターは設定されている。

### 神威がくぽ
「神威（かむい）がくぽ」は「がくっぽいど」のパッケージに描かれているイメージキャラクター。名前はGACKTの旧芸名「神威楽斗」から、キャラクターデザインは「ベルセルク」などの作品で知られる漫画家三浦建太郎による。「電脳和装」が衣装のコンセプトで、襟元や袖は着物風だが、各パーツは軍服を意識しているという。腰には刀を帯びているが、これは楽刀（がくとう）という楽器の武器であるとされる。「神威がくぽ」に楽器を持たせたるため、「神威がくぽ」が持つ刀を楽刀「美振」（みぶり）と設定したもので、その刀にある紋様は音を発し、持ち主が美しく相手に振り下ろすことにより、相手の体にあるビート感を刺激し、相手を感化したり、仲間と共に音楽を楽しんだりする楽器だと設定されている。この設定には、「神威がくぽ」に武器を持たせることの抵抗感を無くす狙いもある。名前の由来は、ヤマハの電子楽器「Miburi」から。
「がくっぽいど」のイメージキャラクターは、当初は別のものが用意されていたが、GACKTの納得が得られず、GACKTが「ベルセルク」を好きだった事、三浦建太郎がニコニコ動画のヘビーユーザーであったことから、急遽三浦に依頼されることになった。三浦はイメージキャラクターの依頼を無償で引き受けている。これは、ニコニコ動画はユーザーが無償で自分の作品を発表している場だから、自分もこの世界には無償で作品を提供したいと三浦本人が申し出たため。なお、イラストに対してのGACKTからの要望は「あまり僕のイメージを意識しすぎず、三浦さんの世界観で描いて欲しい。ただ、目だけは僕にして欲しい」ということだけだったという。

#### キャラクターの利用について
インターネット社では、クリプトン・フューチャー・メディアと同様、「がくっぽいど」についてキャラクター利用に関するガイドラインを設けており、このガイドラインに反しなければ、キャラクターを用いた二次創作作品の、非商用での公開、配布が許諾されている。クリプトン・フューチャー・メディアの運営する投稿サイト「ピアプロ」への投稿も可能。
なお、商品名やキャラクターを用いず、楽器として利用する場合は、公序良俗に反する歌詞を含むなどの一部の例外を除き、商用・非商用問わず使用は制限されていない。

### その他エピソード
- GACKTの起用は、GACKTの着歌や着ボイスを配信しており、インターネット社とも取引のあるドワンゴが間に入る形で実現した[8]。GACKTは「がくっぽいど」の話を打診された時のことについて、「以前から他のVOCALOIDは気になっていたから、自分がそのモデルになることはとても面白いと思ったよ」と語っている[9]。
- 「がくっぽいど」のプロジェクトは、ドワンゴの系列会社であるニワンゴが運営する、ニコニコ動画とのかかわりが強く、発売の正式な発表に先立つ2008年4月1日に、ニコニコ動画のニュースページ「ニコニコニュース」にて、スクープとして発表されている。これはあえてエイプリルフールに発表することで、ネタだろうと思われることを狙ったもので[17]、正式にリリースを出した際のインパクトを期待したとしている[2]。問い合わせに関しても、インターネット社側は、ノーコメントという立場を取っていた。また、ニコニコ動画では2008年5月7日から午前0時の時報（ニコニコ割り込みを参照）に「がくっぽいど」の歌唱が使用された[6]ほか、三浦へイメージキャラクターを依頼する際の呼びかけが、時報を使って行われている[11]。

## 反響
2008年7月31日の発売直後より、ニコニコ動画に「がくっぽいど」で作成された楽曲を使用した動画が数多く投稿されており、発売から5日後の8月4日の時点で、既にその数は200程度に上った。2008年11月のITmediaのインタビューで、ニコニコ動画の人気コンテンツの商品化について、ドワンゴの担当者は「今、特に注目しているのは「がくっぽいど」を使った楽曲」と発言している。また初音ミクのブーム以降、VOCALOIDファンの間では、「初音ミク」のネギ（初音ミク#初音ミクとネギを参照）のような、各VOCALOID毎の定番アイテムを模索するということが行われているが、「がくっぽいど」(神威がくぽ)では「ナス」がファンの間でアイテムとして広められている。

## メディアミックス

### 主な音楽CD
以下はCDあるいは収録曲のアーティスト名の中にがくっぽいどの名前が明記されている音楽CD。
| タイトル                                  | アーティスト                                     | レーベル                       | 発売日         |
| ----------------------------------------- | ------------------------------------------------ | ------------------------------ | -------------- |
| 悪ノ王国 〜Evils Kingdom〜                | mothy_悪ノP feat.鏡音リン、鏡音レン              | EXIT TUNES                     | 2010年12月22日 |
| ニコニコ東方見聞録 原曲集                 | オムニバス                                       | BinaryMixx Records             | 2011年1月5日   |
| Vocalonexus                               | オムニバス                                       | EXIT TUNES                     | 2011年1月19日  |
| 煌百花繚乱舞踏会                          | オムニバス                                       | EXIT TUNES                     | 2011年4月20日  |
| DJ Lily Presents SUPER VOCALOID           | オムニバス                                       | avex tune                      | 2011年4月27日  |
| VOCALOID BEST from ニコニコ動画（あか）   | オムニバス                                       | ソニー・ミュージックダイレクト | 2011年6月22日  |
| Vocalonation                              | オムニバス                                       | EXIT TUNES                     | 2011年7月6日   |
| THE VOCALOID produced by Yamaha           | オムニバス                                       | VOCALOID RECORDS               | 2011年9月14日  |
| 煌千紫万紅大雅宴                          | オムニバス                                       | EXIT TUNES                     | 2011年10月5日  |
| Vocalocluster                             | オムニバス                                       | EXIT TUNES                     | 2011年10月19日 |
| THE BEST OF otetsu                        | otetsu feat.巡音ルカ・神威がくぽ・初音ミク・GUMI | EXIT TUNES                     | 2012年1月11日  |
| Vocalodream                               | オムニバス                                       | EXIT TUNES                     | 2012年1月18日  |
| LAST COLOR                                | SCL Project（natsuP）feat.VanaN'Ice              | EXIT TUNES                     | 2012年3月21日  |
| 花楽里漫葉集                              | オムニバス                                       | HPQ                            | 2012年4月25日  |
| V love 25〜cantabile〜                    | オムニバス                                       | BinaryMixx Records             | 2012年6月13日  |
| I love Visualizm                          | マチゲリータ feat.初音ミク                       | ビクターエンタテインメント     | 2012年7月25日  |
| 星ノ少女ト幻奏楽土                        | cosMo@暴走P feat. 初音ミク・GUMI                 | EXIT TUNES                     | 2012年8月15日  |
| V love 25〜Desire〜                       | オムニバス                                       | BinaryMixx Records             | 2012年9月19日  |
| Celebration -GACKPOID V3 SONG COLLECTION- | オムニバス                                       | HPQ                            | 2012年10月31日 |
| V Love 25 〜Exclamation〜                 | オムニバス                                       | BinaryMixx Records             | 2013年1月9日   |
| Vocalosensation                           | オムニバス                                       | EXIT TUNES                     | 2013年2月20日  |

### KarenTによる配信
以下は、クリプトン・フューチャー・メディアのレーベル「KarenT」により、iTunes Store、AmazonMP3、moraなどで、「がくっぽいど」の名前が明記された楽曲を収録し販売されているアルバム。
| タイトル                                                                                     | アーティスト             | リリース日     |
| -------------------------------------------------------------------------------------------- | ------------------------ | -------------- |
| Utopia                                                                                       | otetsu                   | 2009年5月1日   |
| Various Feelings "shu-t's Works"                                                             | shu-t                    | 2009年5月29日  |
| Butterfly                                                                                    | のりぴー                 | 2009年7月8日   |
| Lovely Diva                                                                                  | MineK                    | 2009年7月22日  |
| Memories of love                                                                             | ROY                      | 2009年9月9日   |
| STARLET                                                                                      | otetsu                   | 2009年9月9日   |
| 聖調ぶりる歌曲集                                                                             | ぶりる                   | 2009年9月23日  |
| Rise of Dark ～ MRH featuring VOCALO FAMILY                                                  | いーえるP @ TinySymphony | 2009年12月9日  |
| 二人のX'mas Night                                                                            | ROY                      | 2009年12月11日 |
| のろいのめか゛ね ～ stray girl in her lenses                                                 | ぶっちぎりP              | 2010年4月14日  |
| さよならありがとう                                                                           | トラボルタ               | 2010年4月14日  |
| CORE-KrnT edit-                                                                              | otetsu                   | 2010年5月10日  |
| SHELL                                                                                        | otetsu                   | 2010年5月10日  |
| くぁｗせｄｒｆｔｇｙふじこｌｐ                                                               | ∀studio                  | 2010年7月31日  |
| Metallized World                                                                             | ROY                      | 2010年7月31日  |
| Distance to the sky                                                                          | ROY                      | 2010年7月31日  |
| Red Guns and Black Roses                                                                     | ムスカP（狐夢想）        | 2010年7月31日  |
| ノクターン                                                                                   | NATARIE IN THE DREAM     | 2010年7月31日  |
| Dancing Love                                                                                 | MineK                    | 2010年7月31日  |
| EVILS FOREST                                                                                 | mothy                    | 2010年8月10日  |
| Liberator 〜解放者〜                                                                         | いーえるP @ TinySymphony | 2011年1月12日  |
| LENS                                                                                         | otetsu                   | 2011年1月17日  |
| COLORS                                                                                       | NATARIE IN THE DREAM     | 2011年2月2日   |
| Planet Dance                                                                                 | U-ji aka 霊長類P         | 2011年2月4日   |
| 生温く真紅い歪な果実、 蜜を啜るのは飽きたから腐る前に残さず食べましょう。 仮に愛せなくても。 | otetsu                   | 2011年3月28日  |
| Lovely Diva                                                                                  | MineK                    | 2011年6月1日   |
| Make up Love                                                                                 | MineK                    | 2011年6月1日   |
| DISCLOSER                                                                                    | Re:nG                    | 2011年6月13日  |
| Four seasons                                                                                 | ROY                      | 2011年7月6日   |
| Dance party in hell                                                                          | 夏空P                    | 2011年7月29日  |
| 月紅                                                                                         | maya                     | 2011年7月29日  |
| 裸の月光                                                                                     | PolyphonicBranch         | 2011年7月29日  |
| Count Down                                                                                   | あルカP（M@SATOSHI）     | 2011年7月29日  |
| 宵闇の夢に疾る月光                                                                           | As'257G                  | 2011年7月29日  |
| Summer Bright                                                                                | MineK                    | 2011年7月29日  |
| misty                                                                                        | テラ小室P                | 2011年7月29日  |
| EVILS COURT                                                                                  | mothy                    | 2011年9月2日   |
| NUDE                                                                                         | otetsu                   | 2011年9月5日   |
| Muse                                                                                         | otetsu                   | 2012年2月27日  |
| Too much Love                                                                                | MineK                    | 2012年3月28日  |
| 想ひ秘め咲く 緋之櫻                                                                          | As'257G                  | 2012年3月29日  |
| UNDER                                                                                        | otetsu                   | 2012年5月1日   |
| Dive into U                                                                                  | MineK                    | 2012年7月25日  |
| コンフリクトコントラスト                                                                     | Re:nG                    | 2012年8月6日   |
| デッドラインサーカス                                                                         | Last Note.               | 2012年8月29日  |
| Doomsday                                                                                     | ROY                      | 2012年10月19日 |
| 閃撃グレイムーン EP                                                                          | As'257G                  | 2012年11月9日  |
| 紅の刃、蒼き祈り                                                                             | As'257G                  | 2012年11月9日  |

### がくっぽいどコンテスト
「がくっぽいどコンテスト」は、ドワンゴとCELLによりニコニコ動画で2009年6月12日から行われた、「がくっぽいど」で作られた曲のコンテスト。2009年6月10日にニコニコ動画のニコニコ生放送にGACKTが生出演した際に持ち上がった企画で、GACKTは6月10日の生放送でコンテストの話を持ちかけられた際に「気合いの入った作品が集まらなければ二度とニコニコ動画には出演しない」と宣言していたが結果的に応募された255作品の中からGACKTの手により全10作品が優秀作品に選ばれ、さらに「mathru@かにみそP」の「神威がくぽがオリジナル曲『Episode.0』を唄うの巻」がグランプリに輝いた。応募作品には全てGACKT自身が目を通し「曲としていいもの」、「普通の人には歌えないけど、『がくっぽいど』だから歌える曲」を選んだという。受賞作品の発表は2009年12月15日のニコニコ生放送にて行われ、GACKTは放送中「もし僕が歌えば…」という発言を繰り返し、さらには受賞作品にGACKT自身が歌を入れることを約束した。そして2011年7月13日、グランプリの「Episode.0」と、優秀作品の中から選ばれたnatsu （SCL Project）の「Paranoid Doll」をアレンジ、GACKTがカバーしたシングル「Episode.0」が発売された。

### 小説
「悪ノ娘」シリーズ・「悪ノ大罪」シリーズ（著：悪ノP（mothy）、出版：PHP研究所）
mothy_悪ノPが手掛ける七つの大罪をモチーフにした「悪ノ大罪シリーズ」の各楽曲を原作として、ボカロ小説の先駆ともされる。小説においてもがくっぽいどをモチーフとする人物は各作品に登場するが、代表例は「サテリアジス＝ヴェノマニア」である。両シリーズを併せて2010年から2017年に発売され、全12巻。
「悪ノ大罪」シリーズ第1作目の小説『悪ノ罪 ヴェノマニア公の狂気』では、がくっぽいどが用いられた「色欲」にあたる楽曲「ヴェノマニア公の狂気」を原作とし、上記ヴェノマニア公のモチーフともなった影響から、両シリーズでのがくっぽいどモチーフの人物は、「色欲の悪魔」との契約者や関連人物として登場することが多い。
桜ノ雨、Fire◎Flower（原作・原案：halyosy、著：藤田遼、スタジオ・ハードデラックス、出版：PHP研究所）
halyosy（森晴義）が初音ミクを用いて発表した曲「桜ノ雨」の小説化。がくっぽいどをモデルにしたキャラクター「岳」が登場する。第1作が2012年3月に発売。2作目となる僕らが巡り逢えた奇跡が2013年3月、3作目となる僕らはここで逢おうが2014年3月に発売。スピンオフのFire◎Flower:十人十色に輝いた日々が2013年8月、Fire◎Flower 君を好きでいられて良かったが2015年3月に発売された。
秘蜜〜黒の誓い〜（作：ひとしずくP、出版：PHP研究所）
ひとしずくPが鏡音リン・レンを用いて発表した曲「秘蜜〜黒の誓い〜」の小説化。がくっぽいどをモデルにしたキャラクター「ガク」が登場する。2012年9月に発売。
メグメグ☆シンガーソングファイター（漫画：CAFFEIN、監修：株式会社インターネット、出版：KADOKAWA アスキー・メディアワークス）
がくっぽいどをモデルにしたキャラクターが登場する。「COMIC@LOID」連載。2014年5月発売。
Bad∞End∞Night（原作・著：ひとしずくP、出版：一迅社）
ひとしずくPが初音ミク・鏡音リン・鏡音レン・巡音ルカ・KAITO・MEIKO・GUMI・神威がくぽを用いて発表された楽曲「Bad ∞ End ∞ Night」を元にした小説。神威がくぽをモデルにしたキャラクターのガクが登場する。2014年11月発売。野崎つばたの作画で2014年12月から『ゼロサムオンライン』にて漫画版の「Bad∞End∞Night～インセイン・パーティー～」が連載された。
魔女 Witch Hunt（原作・著：リョータイ、原作：すずきP、出版：PHP研究所）
リョータイとすずきPが巡音ルカ・神威がくぽ・初音ミク・鏡音リン・鏡音レンを用いて発表された楽曲「魔女」を元にした小説。がくっぽいどをモデルにしたキャラクター「クーガー」が登場する。2014年11月発売。
ミスルトウ（箸：ひとしずくP、出版社：booklista（電子書籍）・一迅社）
ひとしずくPとやま△が鏡音リン・レンを用いて発表された楽曲「ミスルトウ～魂の宿り木～」「ミスルトウ～転生の宿り木～」を元にした小説。がくっぽいどをモデルにしたキャラクターが登場する。楽曲を収録したアルバムCDの初回限定ノベル同梱盤に付属した小説だったが、後に電子書籍として単独で2016年2月に発売、これの続編が紙媒体で2016年3月発売。

### 漫画
ダンシング☆サムライ （原作：mathru(かにみそP)、漫画：縞野やえ、監修：株式会社インターネット、出版： KADOKAWA/アスキー・メディアワークス）
mathru(かにみそP)ががくっぽいどを用いて発表した曲「ダンシング☆サムライ」の漫画化。がくっぽいどをモデルにしたキャラクター「がくぽ」が登場する。2014年5月に発売。

### その他
歌謡タイピング劇場
オンラインゲームサイト「ハンゲーム」の音楽タイピングゲーム。「がくっぽいど」とのコラボレーション企画を行っており、「がくっぽいど」ユーザーがニコニコ動画で発表し人気となった楽曲も使用されている。
ねんどろいど 神威がくぽ（グッドスマイルカンパニー）
2012年9月発売。デフォルメフィギュア。ナスのパーツが付属している。
コインガチャ
Mobageのモーションアバター衣装が入手できるコインガチャが2013年8月21日に登場した。『コインガチャ GUMI＆がくぽ』としてGUMI、がくぽ、Lily、CULの4キャラクターの衣装が用意されている。